# Claude Jade
Claude Jade (8. oktober 1948 – 1. december 2006) var en fransk skuespillerinde.
Hun var bedst kendt for sin rolle som Christine Darbon-Doinel i Antoine Doinel-filmene af François Truffaut (Stjålne kys, Elsker... elsker ikke og Kærlighed på flugt). Man så en kvinde og en rolle modnes for ens øjne, altid sødmefuld, men med årene tilsat et stænk ironi og slet skjult visdom.
Claude Jade modtog sin skuespilleruddannelse på Dijon Conservatory. I 1967 tog hun til Paris og tog skuespillerundervisning fra Jean-Laurent Cochet i Théâtre Edouard VII. Hun spillede en førende rolle i tv-serien "De sjældne fugle". Hun blev opdaget i Théâtre Moderne i Sacha Pitoëffs produktion af Pirandellos "Enrico IV" af François Truffaut.
Truffaut blev forelsket i Claude Jade under optagelsen af den første fællesfilm. De to planlagde et bryllup. Men det skete ikke. Men de arbejdede i andre film og de forblev tætte venner.

I Frankrig var hendes mest succesrige film sammen med Francois Truffauts komedie Min onkel Benjamin. Hun var i den kvindelige hovedrolle som Manette ved siden af Jacques Brel. Derudover brød hun med sit billede som en modig heltinde, især som Eleonore i filmen Skibet på engen.
Hun medvirkede desuden i udenlandske film som Alfred Hitchcocks Topaz, de russiske film Lenin i Paris og Teheran 43, den japanske film Kita No Misaki, de belgiske film Le Témoin, Home sweet home og De Keuze, den tyske film Rendez-vous i Paris og de italienske film La ragazza di via Condotti og Una spirale di nebbia. Jean-Pierre Mockys noget bizarre kriminalfilm "Bonsoir" (1994) nævnes af flere som hendes sidste store rolle.
Skuespillerinden havde også en omfattende TV- (L'île aux trente cercueils, Cap des Pins) og teaterkarriere. Jade var på scenen så sent som i sommer 2006 (Célimène og kardinal). Da var hun allerede hårdt angrebet af sin sygdom og måtte bære et kunstigt øje i forestillingen.

## Udvalgte film
- Baisers volés (1968)
- Monte-Cristo vender tilbage (1968)
- Topaz (1969)
- Mon oncle Benjamin (1969)
- Domicile conjugal (1970)
- Le bateau sur l'herbe (1971)
- Les feux de la Chandeleur (1972)
- Prêtres interdits (1973)
- Le malin plaisir (1975)
- Le Pion (1978)
- L'amour en fuite (1979)
- L'île aux trente cercueils (1979)
- Lenin in Paris (1981)
- Une petite fille dans les tournesols (1984)
- L'homme qui n'était pas là (1987)
- Tableau d'honneur (1992)
- Bonsoir (1993)
- Le radeau de la Méduse (1998)
- Cap des Pins (serie, 1998-2000)